# Rimasco
Rimasco (Rimasch in piemontese; Rimask in walser) è una frazione di 125 abitanti del comune di Alto Sermenza, nella provincia di Vercelli, in Piemonte, nota come luogo di villeggiatura. In origine comune autonomo, il 1º gennaio 2018 si è fuso con Rima San Giuseppe per formare il nuovo comune di Alto Sermenza. Una parte del territorio dell'ex-comune di Rimasco è compresa nel Parco naturale dell'Alta Val Sesia e dell'Alta Val Strona.

## Geografia fisica
Rimasco si trova in Val Sermenza, una valle laterale della Valsesia nel punto in cui i torrenti Sermenza ed Egua si uniscono. A valle del paese è stata costruita nel 1925 una diga che ha formato un piccolo lago artificiale, il lago di Rimasco, le cui acque sono utilizzate per l'alimentazione di una centrale idroelettrica a Fervento.

## Storia
Nella prima metà dell'Ottocento il comune di Rimasco assorbì quello di Ferrate, dal quale dipendevano le frazioni di Balmella, Molino Caferagotti, Oro e Campo Ragoccio, e che contava 230 abitanti. Venne unito a Rimasco con le Regie Patenti del 10 gennaio 1835 del Regno di Sardegna.

### Simboli
Lo stemma e il gonfalone di Rimasco erano stati concessi con decreto del presidente della Repubblica del 30 giugno 1958. Su sfondo azzurro era raffigurato uno scalpellino nell'atto di scolpire, nel marmo, una testa poggiata su un piedistallo di legno.
Il gonfalone era costituito da un drappo di azzurro.

## Società

### Evoluzione demografica
Abitanti censiti

## Cultura

### Eventi
La manifestazione tradizionale del comune è la sagra della Miaccia, un piatto tipico tradizionale, che si tiene ogni anno il 16 agosto.

## Infrastrutture e trasporti
Rimasco è collegato a Varallo da un'autolinea gestita dalla società Autoservizi Tiziano Andreoli. Alcune corse si svolgono solo a richiesta.
Dal 2014, a Rimasco è attivo un impianto di fun bob il cui percorso ha una lunghezza di 1 km, con partenza dal rifugio Alpe Campo e arrivo alla stazione di valle della seggiovia biposto del paese.